# Målestok
Målestok er et redskab til at måle længder og kaldes også en meterstok og en (sammenfoldelig) tommestok. Den er ofte et robust redskab med præcise mål.
"Målestok" betegner også forholdet mellem virkeligheden og en tegning eller et kort. Tekniske tegninger og kort svarer til de virkelige afstande. På kort og tegninger vises en linje, der er den relative afstand i km, m eller mm. En vist målestok har inddelinger, der kan bruges til at beregne faktisk længde og afstand.